# Гребенюк, Никита Андреевич
Никита Андреевич Гребенюк (21 сентября 1918 год, д. Марьяновка, Баштанский район, Николаевская область — 17 февраля 1995 года, Николаев) — Герой Советского Союза, заместитель командира отделения 384-го отдельного батальона морской пехоты Одесской Военно-морской базы Черноморского флота, старшина 2-й статьи.

## Биография
Никита Андреевич родился в 1918 году в деревне Марьяновка ныне Баштанского района Николаевской области в семье украинского крестьянина. После получения среднего образования работал в Харькове на заводе имени Коминтерна слесарем-лекальщиком.
В 1939 году был призван в ряды Красной Армии, проходил службу в Военно-морском флоте. После окончания электромеханической школы учебного отряда Балтийского флота служил трюмным машинистом в бригаде подводных лодок Северного флота.
В Великой Отечественной войне принимал участие с 1941 года. Участвовал в битве за Москву и Сталинградской битве. В 1942 году во время уличных боёв в Сталинграде получил тяжёлое ранение. В 1943 году, после длительного лечения в госпитале, был направлен в 384-й отдельный батальон морской пехоты
Черноморского флота, и осенью того же года участвовал в десантных операциях по освобождению Таганрога, Мариуполя и Осипенко.
Во второй половине марта 1944 года вошёл в состав десантной группы под командованием старшего лейтенанта Константина Фёдоровича Ольшанского. Задачей десанта было облегчение фронтального удара советских войск в ходе освобождения города Николаева, являвшегося частью Одесской операции. После высадки в морском порту Николаева отряд в течение двух суток отбил 18 атак противника, уничтожив около 700 гитлеровцев. В этих боях погибли почти все десантники, а Н. А. Гребенюк был тяжело ранен.
Указом Президиума Верховного Совета СССР от 20 апреля 1945 года за образцовое выполнение боевых заданий командования на фронте борьбы с немецкими захватчиками и проявленные при этом отвагу и геройство старшине 2-й статьи Никите Андреевичу Гребенюку было присвоено звание Героя Советского Союза с вручением ордена Ленина и медали «Золотая Звезда» (№ 5897).
В 1946 году Никита Андреевич демобилизовался, а в 1960 году окончил Высшую партшколу при ЦК КПСС. Работал в Линце (Австрия) диспетчером Советско-Дунайского пароходства, позже вернулся в Николаев, где и умер 17 февраля 1995 года.

## Награды и звания
- Золотая Звезда Героя Советского Союза;
- орден Ленина;
- орден Красного Знамени;
- орден Красной Звезды;
- орден Отечественной войны 1-й степени;
- медали;
- почётный гражданин города Николаева.

## Память
- В Николаеве в честь Героев открыт Народный музей боевой славы моряков-десантников, воздвигнут памятник.
- На доме, где жил Н. А. Гребенюк, установлен памятник.